# Mistrzostwa Europy w łyżwiarstwie szybkim w wieloboju kobiet
Mistrzostwa Europy w łyżwiarstwie szybkim w wieloboju kobiet – coroczne zawody w łyżwiarstwie szybkim rozgrywane pod patronatem Międzynarodowej Unii Łyżwiarskiej (ISU). Pierwsze mistrzostwa odbyły się w Heerenveen w 1970 roku. W latach 1975–1980 zawieszono rozgrywanie mistrzostw Europy.
W latach 1970–1982 wygrywała zwyciężczyni trzech z czterech dystansów (500 m, 1000 m, 1500 m i 3000 m) lub zawodniczka z najniższą sumą punktów. W latach 1983–1986 obowiązywały te same zasady, zamieniono tylko bieg na 1000 m na bieg na 5000 m. Od 1987 roku wygrywa zawodniczka z najniższą sumą punktów, bez względu na liczbę zwycięstw.
Najbardziej utytułowaną zawodniczką jest Niemka reprezentująca także NRD, Gunda Niemann-Stirnemann, która zdobyła jedenaście medali, w tym osiem złotych (1989-1992, 1994-1996 i 2001).

## Medalistki

### Edycje oficjalne
| Rok                  | Złoto                     | Srebro                   | Brąz                   |
| Heerenveen 1970      | Nina Statkiewicz          | Stien Kaiser             | Ans Schut              |
| Leningrad 1971       | Nina Statkiewicz          | Ludmiła Titowa           | Kapitolina Sieriogina  |
| Inzell 1972          | Atje Keulen-Deelstra      | Nina Statkiewicz         | Ludmiła Sawrulina      |
| Brandbu 1973         | Atje Keulen-Deelstra      | Trijnie Rep              | Nina Statkiewicz       |
| Medeo 1974           | Atje Keulen-Deelstra      | Nina Statkiewicz         | Tetiana Szełechowa     |
| Heerenveen 1981      | Natalja Pietrusiowa       | Karin Enke               | Gabi Schönbrunn        |
| Heerenveen 1982      | Natalja Pietrusiowa       | Karin Busch              | Natalja Szywie         |
| Heerenveen 1983      | Andrea Schöne             | Karin Enke               | Natalja Pietrusiowa    |
| Medeo 1984           | Gabi Schönbrunn           | Walentina Łalenkowa      | Olga Pleszkowa         |
| Groningen 1985       | Andrea Schöne             | Yvonne van Gennip        | Sabine Brehm           |
| Geithus 1986         | Andrea Ehrig-Mitscherlich | Yvonne van Gennip        | Natalja Artamonowa     |
| Groningen 1987       | Andrea Ehrig-Mitscherlich | Yvonne van Gennip        | Jacqueline Börner      |
| Kongsberg 1988       | Andrea Ehrig-Mitscherlich | Gunda Kleemann           | Yvonne van Gennip      |
| Berlin 1989          | Gunda Kleemann            | Constanze Moser-Scandolo | Jacqueline Börner      |
| Heerenveen 1990      | Gunda Kleemann            | Jacqueline Börner        | Heike Schalling        |
| Sarajewo 1991        | Gunda Kleemann            | Heike Warnicke           | Yvonne van Gennip      |
| Heerenveen 1992      | Gunda Niemann             | Emese Hunyady            | Heike Warnicke         |
| Heerenveen 1993      | Emese Hunyady             | Heike Warnicke           | Swietłana Bażanowa     |
| Hamar 1994           | Gunda Niemann             | Swietłana Bażanowa       | Emese Hunyady          |
| Heerenveen 1995      | Gunda Niemann             | Annamarie Thomas         | Tonny de Jong          |
| Heerenveen 1996      | Gunda Niemann             | Annamarie Thomas         | Claudia Pechstein      |
| Heerenveen 1997      | Tonny de Jong             | Gunda Niemann            | Barbara de Loor        |
| Helsinki 1998        | Claudia Pechstein         | Anni Friesinger          | Swietłana Bażanowa     |
| Heerenveen 1999      | Tonny de Jong             | Claudia Pechstein        | Annamarie Thomas       |
| Hamar 2000           | Claudia Pechstein         | Gunda Niemann-Stirnemann | Renate Groenewold      |
| Baselga di Pinè 2001 | Gunda Niemann-Stirnemann  | Claudia Pechstein        | Wieteke Cramer         |
| Erfurt 2002          | Anni Friesinger           | Claudia Pechstein        | Renate Groenewold      |
| Heerenveen 2003      | Anni Friesinger           | Claudia Pechstein        | Renate Groenewold      |
| Heerenveen 2004      | Anni Friesinger           | Claudia Pechstein        | Renate Groenewold      |
| Heerenveen 2005      | Anni Friesinger           | Daniela Anschütz         | Claudia Pechstein      |
| Hamar 2006           | Claudia Pechstein         | Renate Groenewold        | Ireen Wüst             |
| Collalbo 2007        | Martina Sáblíková         | Ireen Wüst               | Renate Groenewold      |
| Kołomna 2008         | Ireen Wüst                | Paulien van Deutekom     | Martina Sáblíková      |
| Heerenveen 2009      | Claudia Pechstein         | Daniela Anschütz-Thoms   | Martina Sáblíková      |
| Hamar 2010           | Martina Sáblíková         | Ireen Wüst               | Daniela Anschütz-Thoms |
| Collalbo 2011        | Martina Sáblíková         | Ireen Wüst               | Marrit Leenstra        |
| Budapeszt 2012       | Martina Sáblíková         | Claudia Pechstein        | Ireen Wüst             |
| Heerenveen 2013      | Ireen Wüst                | Linda de Vries           | Diane Valkenburg       |
| Hamar 2014           | Ireen Wüst                | Yvonne Nauta             | Martina Sáblíková      |

## Rekordzistki
| Poz. | Zawodnik                  | Złoto | Srebro | Brąz | Razem |
| 1    | Gunda Niemann-Stirnemann  | 8     | 3      | 0    | 11    |
| 2    | Anni Friesinger           | 5     | 1      | 0    | 6     |
| 3    | Andrea Ehrig-Mitscherlich | 5     | 0      | 0    | 5     |
| 4    | Martina Sáblíková         | 4     | 0      | 3    | 7     |
| 5    | Claudia Pechstein         | 3     | 6      | 2    | 11    |
| 6    | Ireen Wüst                | 3     | 3      | 2    | 8     |
| 7    | Atje Keulen-Deelstra      | 3     | 0      | 0    | 3     |
| 8    | Nina Statkiewicz          | 2     | 2      | 1    | 5     |
| 9    | Tonny de Jong             | 2     | 0      | 1    | 3     |
| 9    | Natalja Pietrusiowa       | 2     | 0      | 1    | 3     |

## Tabela medalowa
W tabeli uwzględniono tylko medale wywalczone na edycjach oficjalnych.
| Poz. | Państwo  | Złoto | Srebro | Brąz | Razem |
| 1    | Niemcy   | 14    | 13     | 4    | 31    |
| 2    | Holandia | 8     | 14     | 16   | 38    |
| 3    | NRD      | 8     | 6      | 5    | 19    |
| 4    | ZSRR     | 4     | 4      | 8    | 16    |
| 5    | Czechy   | 4     | 0      | 3    | 7     |
| 6    | Austria  | 1     | 1      | 1    | 3     |
| 7    | Rosja    | 0     | 1      | 2    | 3     |